# Ursula Ackrill

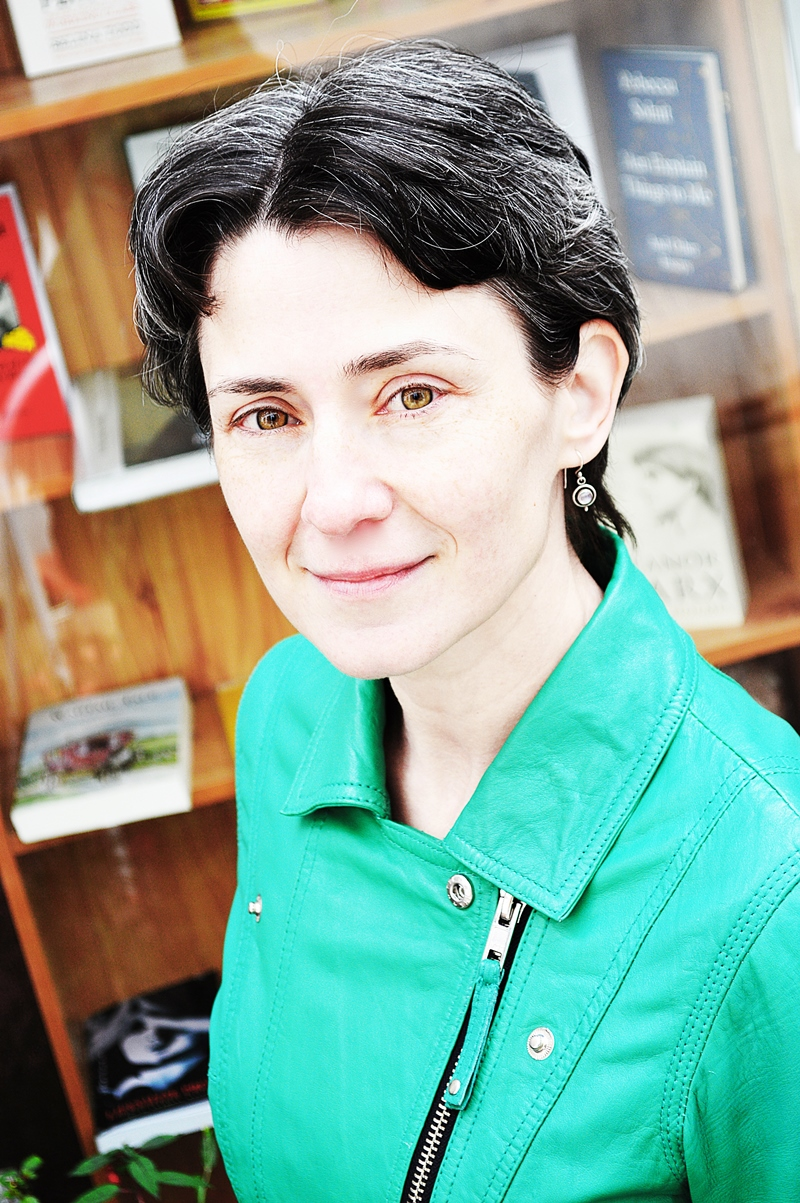
Ursula Ackrill in Nottingham

Ursula Ackrill (* 1974 in Brașov, Sozialistische Republik Rumänien) ist eine rumänische deutschsprachige Schriftstellerin. Mit ihrem Romandebüt Zeiden, im Januar stand sie auf der Shortlist zum Preis der Leipziger Buchmesse 2015.

## Leben
Ursula Ackrill stammt väterlicherseits aus einer siebenbürger-sächsischen Familie, ihre Mutter ist Rumänin. Ihr Physiklehrer war Klaus Johannis, der aus Hermannstadt stammende, 2014 gewählte Präsident Rumäniens. Ackrill studierte Germanistik und Orthodoxe Theologie in Bukarest, als ihre Familie bereits nach Deutschland übergesiedelt war. 2003 promovierte sie über die Schriftstellerin Christa Wolf an der University of Leicester. 2005 erwarb sie einen Master in Informationsmanagement. Sie ist verheiratet, lebt in Nottingham und arbeitet als Bibliothekarin.

## Literarischer Werdegang
Mit ihrem Roman Zeiden, im Januar, den sie unverlangt beim Verlag Klaus Wagenbach eingereicht hatte und der angenommen wurde, schaffte sie es auf die Shortlist zum Preis der Leipziger Buchmesse 2015.
Ackrill schildert in ihrem Buch – am Beispiel der Kleinstadt Zeiden in den Januartagen 1941 die literarisch noch weitgehend unaufgearbeiteten Ereignisse in Siebenbürgen während des Dritten Reiches – als sich viele Rumäniendeutsche zu Hitler-Deutschland bekannten. Sie erweitert ihren Blick jedoch auf die Lage der deutschstämmigen Minderheit im Verhältnis zum rumänischen Staat und dessen Parole „Rumänien den Rumänen“. Ebenso ist das Schicksal der Juden in ihrem Roman zentral. Ein Teil ihrer Romanfiguren hat einen historischen Hintergrund, wie der KZ-Arzt Fritz Klein oder der Flugpionier Albert Ziegler.

## Kritiken
Die Kritik nahm den komplex konstruierten und sprachlich ungewöhnlichen Roman Zeiden, im Januar, der ähnlich wie die Literatur der aus dem Banat stammenden Herta Müller ältere Sprachformen verwendet und gleichzeitig sehr genau im Detail ist, weitgehend positiv auf.
Ernest Wichner schreibt, dass die Autorin sich einen "Ton und einen Sprachgebrauch erarbeitet hat, der die sprachliche Fremdheit jener Region in eine Kunstsprache überführt. Grammatikalische und syntaktische Eigenheiten aus jenem Umgangsdeutsch verleihen dem Text eine spezifische Färbung, eine Art Sepia-Sound, der den erzählten Episoden bei aller Fiktionalität historische Authentizität verleiht".
Dagegen kritisierte Knut Cordsen Ackrills Sprache als schwül-schweres Metapherngewölk; sie schreibe „in einer so seltsam-verqueren Sprache, dass man als Leser auf nahezu jeder Seite stecken bleibt“.

## Werke
- Metafiktion und Ästhetik in Christa Wolfs "Nachdenken über Christa T.", "Kindheitsmuster" und "Sommerstück". Würzburg : Königshausen und Neumann, 2004
- Zeiden, im Januar, Klaus Wagenbach Verlag, Berlin 2015. ISBN 978-3-8031-4177-4
- Vorstellungsgespräch in: Spiegelungen: Zeitschrift für deutsche Kultur und Geschichte Südosteuropas, Heft 2, Jahrgang 10 (64), 2015
- Wie das Salz in den Speisen: Offener Brief von Ursula Ackrill an die Leser ihres Debütromans in: Siebenbürgische Zeitung, 25. Oktober 2015
- Debatte Genozid in Deutsch-Südwestafrika: Guter Zeitpunkt für Reparationen in: taz, 23. Oktober 2016
- Hagebutten im Auge des Taifuns in: die horen: Zeitschrift für Literatur, Kunst und Kritik, Jahrgang 66 (284), 2021
- Liebe und Rage als Lebenskompetenzen S. 108–109 in Stimmen der Rebellion: Magazin für feministische Literatur und Kunst, 2025